# Sarah Anne Bright
Sarah Anne Bright (1793–1866) foi uma artista inglesa do século XIX, que produziu as mais antiga imagens fotográficas feitas por uma mulher. Suas fotografias não lhe foram atribuídas até 2015, quando suas iniciais foram descobertas em um fotograma que havia sido vendido em leilão na Sotheby's, em Nova York.

## Biografia
Bright viveu em Bristol, Inglaterra, um dos nove filhos de Richard (1754-1840) e Sarah Bright (nascida Heywood). Seu pai era um rico mercador e banqueiro, e se sabe que ele tinha um forte interesse em ciência. Em 1823, ele foi um dos fundadores da Bristol Institution for the Advancement of Science, Literature and the Arts. Apesar da recente descoberta do papel de Sarah Bright na história da fotografia, atualmente pouco mais se sabe a respeito de sua infância e vida pessoal.
Seu papel pioneiro na fotografia foi descoberto depois que um grupo de fotografias, conhecido como a Quillan Collection, foi oferecido para venda na casa de leilões Sotheby's, em Nova York, em 2008. A coleção foi montada entre 1988 e 1990, pelo marchand de fotografias Jill Quasha.
Inicialmente, uma das fotografias da coleção, um fotograma agora conhecido como The Quillan Leaf, era atribuído a William Henry Fox Talbot, mas essa atribuição foi disputada pelo especialista Larry Schaaf, que ao examina-lo convenceu-se de que não se tratava de um trabalho de Fox Talbot. Devido a algumas especulações sobre quem poderia ter criado a imagem, durante a venda na Sotheby's essa fotografia foi listada como de autoria  desconhecida. A descrição deste item no catálogo da venda incluiu três páginas de documentação e notas, de autoria de Schaaf.
No momento do leilão, sabia-se que a imagem era proveniente de um álbum que originalmente pertencera a Henry Bright de Ham Green, em Bristol, na Inglaterra. Esse álbum originalmente incluía sete fotogramas e várias aquarelas e desenhos, mas apenas os fotogramas tinham sobrevivido até o momento do leilão.
A impressão tinha uma marca "W" na frente, juntamente com outros escritos que pareciam ser as iniciais "H. B.". Após estudar cuidadosamente a impressão, Schaaf especulara que o "W" poderia ser a inicial de Thomas Wedgwood e que a impressão possivelmente teria sido produzida no início de 1805. Baseado na incerteza de sua autoria e idade, a Sotheby's acabou por retirou o fotograma da venda, preferindo investigar mais acuradamente essas informações.
Schaaf começou a explorar as possíveis conexões com Henry Bright e fotógrafos conhecidos da área de Bristol. Ele acabou determinando que o "W" na impressão era uma marca de William West, um pioneira da fabricação de papéis fotográficos em Bristol. Mais investigação levou-o a descobrir que o que parecia serem as iniciais "H. B." na verdade eram as letras "S. A.", e que a caligrafia era a mesma presente em aquarelas reconhecidamente de autoria de Sarah Anne Bright. Com base nessas descobertas, Shaaf concluiu que Bright tinha feito a imagem e anunciou suas conclusões em uma palestra na Universidade de Lincoln, em junho de 2015.